# Николаев, Николай Петрович (депутат)
Николай Петрович Николаев — российский публицист, религиовед, политик, профессор Высшей школы экономики, благотворитель. Депутат Государственной Думы Федерального собрания Российской Федерации VII созыва, председатель комитета Госдумы по природным ресурсам, собственности и земельным отношениям, член фракции «Единая Россия», автор и ведущий YouTube-канала «NIKOLAEV Podcast», автор книги «Антиманипулятор».
Из-за вторжения России на Украину, находится под международными санкциями Евросоюза, США, Великобритании и ряда других стран

## Биография
С 1988 по 1990 год — срочная служба в рядах Советской Армии.
С 1991 по 1994 год — предпринимательская деятельность. В 1997 году окончил экономический факультет Ташкентского автодорожного института (ныне Ташкентский автомобильно-дорожный институт).
В 1994—1998 годах работал корреспондентом в East European Insurance Report — специализированном издании The Financial Times по вопросам страхования в Центральной Европе и странах СНГ.
В 1999—2001 годах занимал должности начальника отдела, руководителя управления, советника президента в страховой группе «Прогресс».
В 2002 году возглавлял управление Всероссийского союза страховщиков (ВСС) по связям с общественностью.
В 2002—2003 годах работал заместителем генерального директора страховой компании «Россия».
В 2003 году основал коммуникационную группу «АМСКОМ», которая до 2009 года оказывала консалтинговые услуги в сфере связей с общественностью компаниям финансового сектора.
С 2010 года — член Президиума НП «Опора», с 2011 года — руководитель комитета по пропаганде предпринимательской деятельности.
С 2013 года — вице-президент общественной организации «Опора России», руководитель комитета по социальному предпринимательству и корпоративной социальной ответственности.
В 2014 году окончил Российский православный институт святого Иоанна Богослова, философско-богословский факультет по специальности «религиоведение».
18 сентября 2016 года в составе федерального списка кандидатов в депутаты Государственной Думы (региональная группа № 4 Республика Бурятия, Забайкальский край, Иркутская область), выдвинутого партией «Единая Россия», избран депутатом Государственной Думы VII созыва. Председатель комитета Государственной Думы по природным ресурсам, собственности и земельным отношениям. Является руководителем федеральной рабочей группы «Единой России» «Живой лес», руководителем рабочей группы Государственной Думы по защите прав участников долевого строительства. Является одним из инициаторов реформы долевого строительства, автором ряда законопроектов, направленных на решение проблем обманутых дольщиков, а также на создание нового механизма обеспечения обязательств застройщиков по договору участия в долевом строительстве.
В 2018 году Николай Николаев инициировал проведение Национального лесного форума в регионах России для формирования актуальных предложений по совершенствованию законодательства в сфере лесопользования для наиболее эффективного и рационального использования лесных ресурсов. За 2018—2020 гг. проведены 24 форума во всех федеральных округах страны. Результат трёхлетней работы форума — реформа лесной отрасли, начатая в 2020 году и направленная на повышение её открытости и прозрачности.
В 2019 году по инициативе Николая Николаева в Москве прошел первый Международный форум устойчивого развития «Общее будущее».
В 2019 году вышла книга Николая Николаева «Антиманипулятор. Как построить общество, свободное от манипуляций чиновников».
В 2019—2020 годах — соведущий радиопрограммы о бережном отношении к природе «Природоведение» на радио ВЕСТИFM.
В 2019 году Николай Николаев запустил на YouTube авторский канал NIKOLAEV.PODCAST, посвященный актуальным социальным и общественным темам: реновация, образование, экология и защита окружающей среды, жизнь после пандемии СOVID и т.д.
С апреля 2021 году на радио «Комсомольская правда» еженедельно выходит авторская программа Николая Николаева «Общее будущее».

## Политическая деятельность
С 2016 по 2023 год, будучи депутатом Государственной Думы VII и VIII созывов, выступил соавтором 78 законодательных инициатив и поправок к проектам федеральных законов, включая закон о реформировании долевого строительства, закон об оружии и закон о любительском рыболовстве.

### Запрет трансгендерного перехода в России
Николаев является одним из инициаторов и авторов закона о запрете трансгендерного перехода, принятого Государственной Думой в июле 2023 года. Он активно отстаивал позицию, что смена пола на самом деле невозможна, поскольку пол определяется генетически, а эта тематика является частью антисемейной идеологии Запада, что трансгендерная индустрия —- это аморальный и очень прибыльный бизнес.

## Санкции
23 февраля 2022 года внесён в санкционные списки стран Евросоюза за действия и политику, которые «подрывают территориальную целостность, суверенитет и независимость Украины и еще больше дестабилизируют Украину».
24 февраля 2022 года включён в санкционный список Канады «близких соратников режима» за голосование о признании независимости «так называемых республик в Донецке и Луганске».
24 марта 2022 года, на фоне вторжения России на Украину, включён в санкционный список США за «соучастие в войне Путина» и «поддержку усилий Кремля по вторжению в Украину». Госдеп США заявил, что депутаты Госдумы используют свои полномочия для преследования инакомыслящих и политических оппонентов, нарушают свободу информации, ограничивают права человека и основные свободы граждан России.
Позднее, по аналогичным основаниям, включён в санкционные списки Великобритании, Швейцарии, Австралии, Японии, Украины и Новой Зеландии.

## Награды
- Благодарность Министерства экономического развития РФ за заслуги в реализации государственной политики по вопросам развития малого и среднего предпринимательства.
- Благодарность Правительства Российской Федерации за заслуги в законотворческой деятельности и многолетний добросовестный труд (2017 год).
- Медаль ордена «За заслуги перед Отечеством» II степени (2018 год)[25].

## Образование
В 1997 году окончил экономический факультет Ташкентского автодорожного института (ныне Ташкентский автомобильно-дорожный институт).
В 2014 году окончил Российский православный университет святого Иоанна Богослова.
В 2021 году защитил магистерскую диссертацию по специальности «юриспруденция» во Всероссийском государственном университете юстиции (РПА Минюста России).

## Семья
Женат, воспитывает троих детей. Мать Николаева умерла в июле 2021 года в одной из больниц, причем Николаев писал, что ей врачи не оказали должного ухода и в стационар поместили лишь после его звонка администрации больницы.

## Основные публикации
Книги
- Николай Николаев. Новая мировая религия. Опыт сравнительного размышления о планетаризме. — Москва: ИД «Городец», 2023. — 472 с. — 1000 экз. — ISBN 978-5-907641-19-8.
- Н.П.Николаев. Антиманипулятор: Как построить общество, свободное от манипуляций чиновников. — Москва: «Интеллектуальная Литература», 2020. — 280 с. — 2000 экз. — ISBN 978-5-9072-7422-8.

Статьи
- Николаев Н.П. К вопросу о проблеме определения понятия «планетаризм» как нового религиозного феномена в рамках внутренней идеологической политики государства // «Социально-политические науки» : журнал. — М.: Издательский дом "Юр-ВАК", 2023. — Т. 13, № 4. — С. 166-172. — ISSN 2223-0092. — doi:10.33693/2223-0092-2023-13-4-166-1722.